# 拉尔夫·波士顿
拉尔夫·波士顿（英語：Ralph Boston，1939年5月9日—2023年4月30日），美国男子田径运动员。他曾代表美国参加1960年、1964年和1968年夏季奥林匹克运动会田径比赛，共获得一枚金牌、一枚银牌和一枚铜牌。